# Schwalbaue
Die Schwalbaue ist eine Bachaue und ein Naturschutzgebiet im Saarpfalz-Kreis im Saarland. Die Schwalbaue liegt auf der Gemarkung von Blieskastels Stadtteil Brenschelbach entlang der deutsch-französischen Grenze bzw. nördlich an Rheinland-Pfalz grenzend im Biosphärenreservat Bliesgau. Zum Naturschutzgebiet wurde das Areal am 5. Juli 1996 ausgewiesen. 

## Schutzzweck
Auf dem 15 ha großen Gelände befindet sich ein natürlicher Auenabschnitt des Schwalbbaches mit Glatthaferwiesen, Hochstaudenflure und Röhrichten.